# Blackhorse Road (métro de Londres)
Blackhorse Road (en anglais : Blackhorse Road Underground Station), est une station, de la Victoria line du métro de Londres, en zone Travelcard 3. Elle est située au carrefour de Blackhorse Road and Forest Road à Walthamstow, dans le territoire du borough londonien de Waltham Forest.
Établie en Souterrain, elle est en correspondance et entrées communes avec la gare de Blackhorse Road du London Overground, située en surface.

## Histoire
La station de métro sur la Victoria line est mise en service le 1er septembre 1968.

## À proximité
- Walthamstow